# Langzeichen

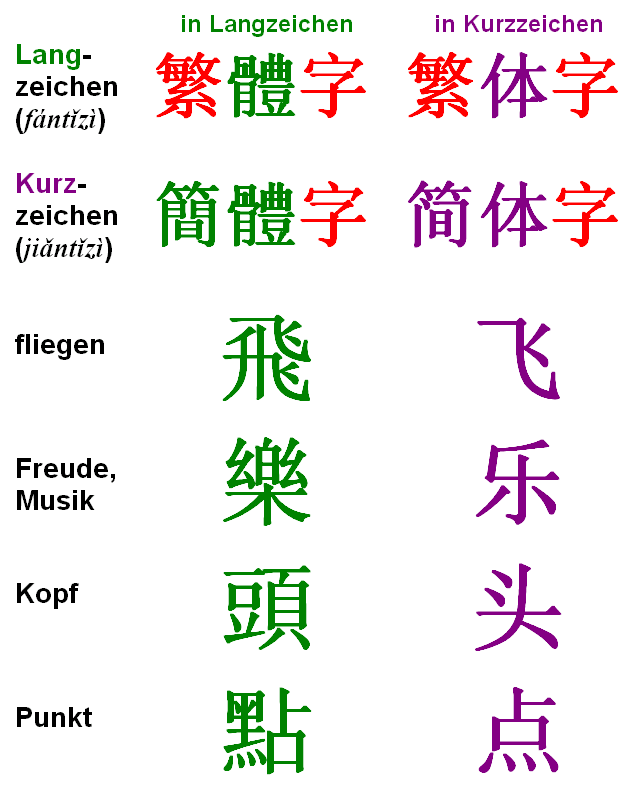
Vergleich von Langzeichen und Kurzzeichen
(rot: beiden Systemen Gemeinsames,
grün: traditionelle Langzeichen,
lila: Kurzzeichen der VR China)

Langzeichen werden auf Deutsch auch als traditionelle, nicht-vereinfachte chinesische Schriftzeichen bezeichnet, wie sie bis heute in Taiwan, in den Sonderverwaltungszonen Hongkong und Macau, sowie historisch von einem Großteil der Überseechinesen verwendet werden. Im ISO-15924-Code für Schriftsysteme tragen Langzeichen die Bezeichnung Hant; kombiniert mit ISO-639-Codes für Sprachkennung (Sprachfamilie, Einzelsprache) und ISO-3166-Ländercodes entstehen so IETF-Sprachauszeichnungen (IETF language tags) wie zh-Hant, zh-TW oder zh-HK.

## Lang- und Kurzzeichen
In der Volksrepublik China wurden seit den 1950er Jahren Schriftzeichen in mehreren Schritten systematisch vereinfacht. Diese vereinfachten Schriftzeichen – umgangssprachlich als „Kurzzeichen“, chinesisch 簡體字 / 简体字, Pinyin jiǎntǐzì – „einfache Zeichen“ bezeichnet – werden heute in der Volksrepublik China und in Singapur verwendet. Die „Langzeichen“ werden fántǐzì (繁體字 – „komplexe Zeichen“) oder in Taiwan als zhèngtǐzì (正體字 – „korrekte Zeichen“) bezeichnet. Auf dem chinesischen Festland sind die Langzeichen weder verboten noch abgeschafft, sie werden offiziell nicht mehr genutzt und in Schulen nicht mehr gelehrt bzw. geprüft. Das Lernen und Nutzen von Langzeichen in Festlandchina ist daher von privater Natur. Neben Japan – im Japanischen als Kanji bezeichnet – verwendet Südkorea im Alltag teilweise auch Langzeichen – im Koreanischen als Hanja bezeichnet, beispielsweise in Ortsnamen (Toponomastik), buddhistischen Texten und gegebenenfalls bei Personennamen.
Siehe Kurzzeichen für eine Diskussion der Vor- und Nachteile der beiden Zeichenarten.
Auch in Japan wurden chinesische Zeichen (Kanji) im Zuge der Schriftreform (Kyūjitai, dt. „alte Schriftzeichenart“) vereinfacht (Shinjitai, dt. „neue Schriftzeichenart“), doch nicht in so großem Ausmaß wie in der Volksrepublik China und nicht auf gleiche Art und Weise.

## Tabelle
Als Beispiele sind hier einige von mehreren hundert Zeichenverkürzungen aufgeführt, an denen die Verkürzungen und Weglassungen besonders auffällig sind.
| Langzeichen | Kurzzeichen | Pinyin        | Bedeutung                                         |
| ----------- | ----------- | ------------- | ------------------------------------------------- |
| 發          | 发          | fā            | senden, schicken                                  |
| 見          | 见          | jiàn          | sehen                                             |
| 體          | 体          | tǐ            | Körper                                            |
| 貝          | 贝          | bèi           | Muschel                                           |
| 東          | 东          | dōng          | Osten                                             |
| 車          | 车          | chē           | Wagen, Fahrzeug                                   |
| 長          | 长          | cháng [zhǎng] | lang, länglich [wachsen, sich entwickeln]         |
| 門          | 门          | mén           | Tür, Tor, Eingang, Zugang                         |
| 選          | 选          | xuǎn          | wählen, aussuchen                                 |
| 韋          | 韦          | wéi           | weiches Leder                                     |
| 讓          | 让          | ràng          | nachgeben, erlauben, zulassen, überlassen         |
| 認          | 认          | rèn           | erkennen, anerkennen, einsehen, identifizieren    |
| 識          | 识          | shí           | kennen                                            |
| 風          | 风          | fēng          | Wind                                              |
| 飛          | 飞          | fēi           | fliegen, schweben – in der Luft                   |
| 電          | 电          | diàn          | Elektrizität, Strom                               |
| 馬          | 马          | mǎ            | Pferd                                             |
| 樂          | 乐          | lè [yuè]      | Freude, Glück [Musik]                             |
| 鳥          | 乌          | niǎo          | Vogel                                             |
| 麥          | 麦          | mài           | Getreide                                          |
| 塵          | 尘          | chén          | Staub                                             |
| 齊          | 齐          | qí            | gleichzeitig, gleichmäßig, ordentlich, vollzählig |
| 齒          | 齿          | chǐ           | Zahn, Zacke                                       |
| 龍          | 龙          | lóng          | Drache                                            |
| 龜          | 龟          | guī           | Schildkröte                                       |

## Fußnote
1. ↑  Die Bedeutung der Schriftzeichen sind unvollständig, da die meisten Zeichen je nach Kontext oft mehrere Bedeutungen haben.